# جیمز بی. هوول
جیمز بی. هوول (به انگلیسی: James Bruen Howell) سناتور سابق عضو حزب جمهوری‌خواه ایالات متحده آمریکا بود. وی در سال ۱۸۷۰ تا ۱۸۷۱ میلادی سناتور ایالت آیووا در سنای ایالات متحده آمریکا بود.